# Empoasca pedifera
Empoasca pedifera är en insektsart som beskrevs av Young 1953. Empoasca pedifera ingår i släktet Empoasca och familjen dvärgstritar. Inga underarter finns listade i Catalogue of Life.